# 1980年の航空
< 1980年
1979年の航空 - 1980年の航空 - 1981年の航空

## 航空に関する出来事
- 1月8日 - 軽飛行機、ムーニー 231が8時間4分の飛行の後、サンフランシスコに着陸し、アメリカ大陸横断飛行に成功した。
- 1月16日 - ブリティシュ・アイランド航空とエア・アングリアが合併し、エア・UKが設立された。

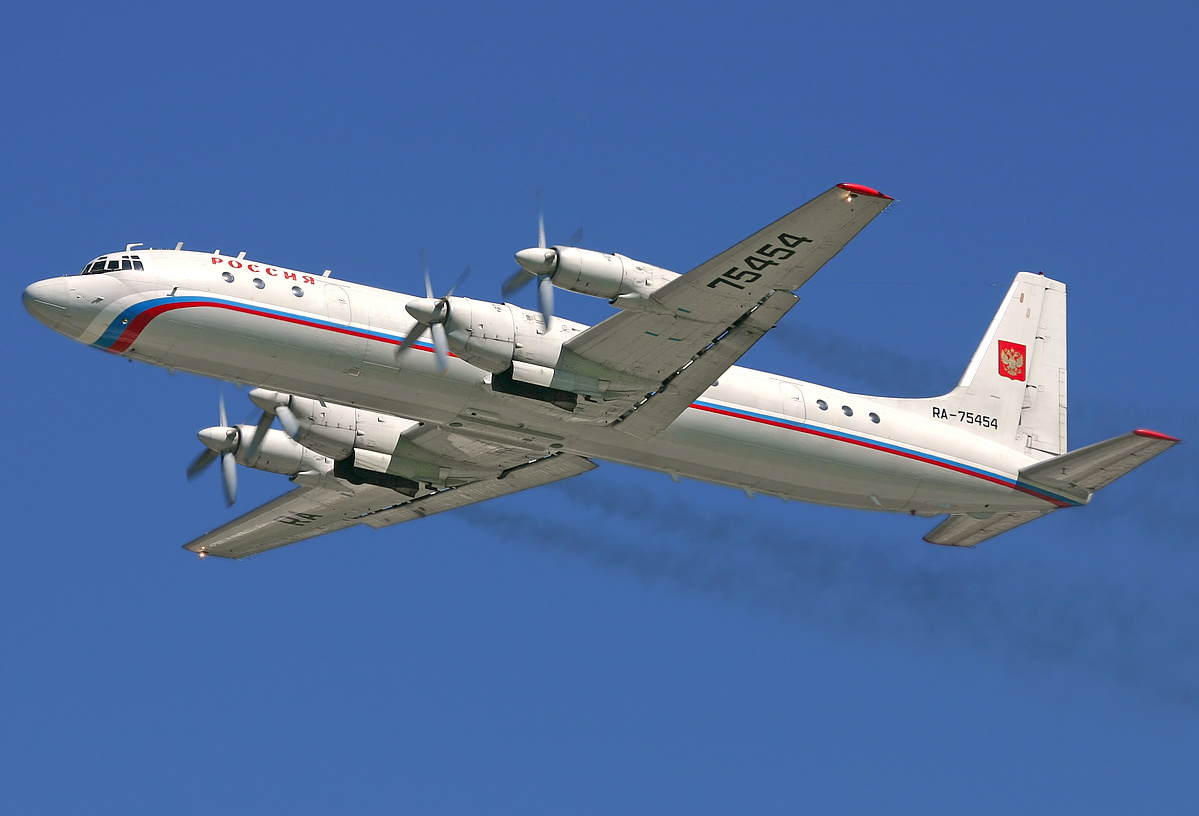
ロシア航空のIl-18

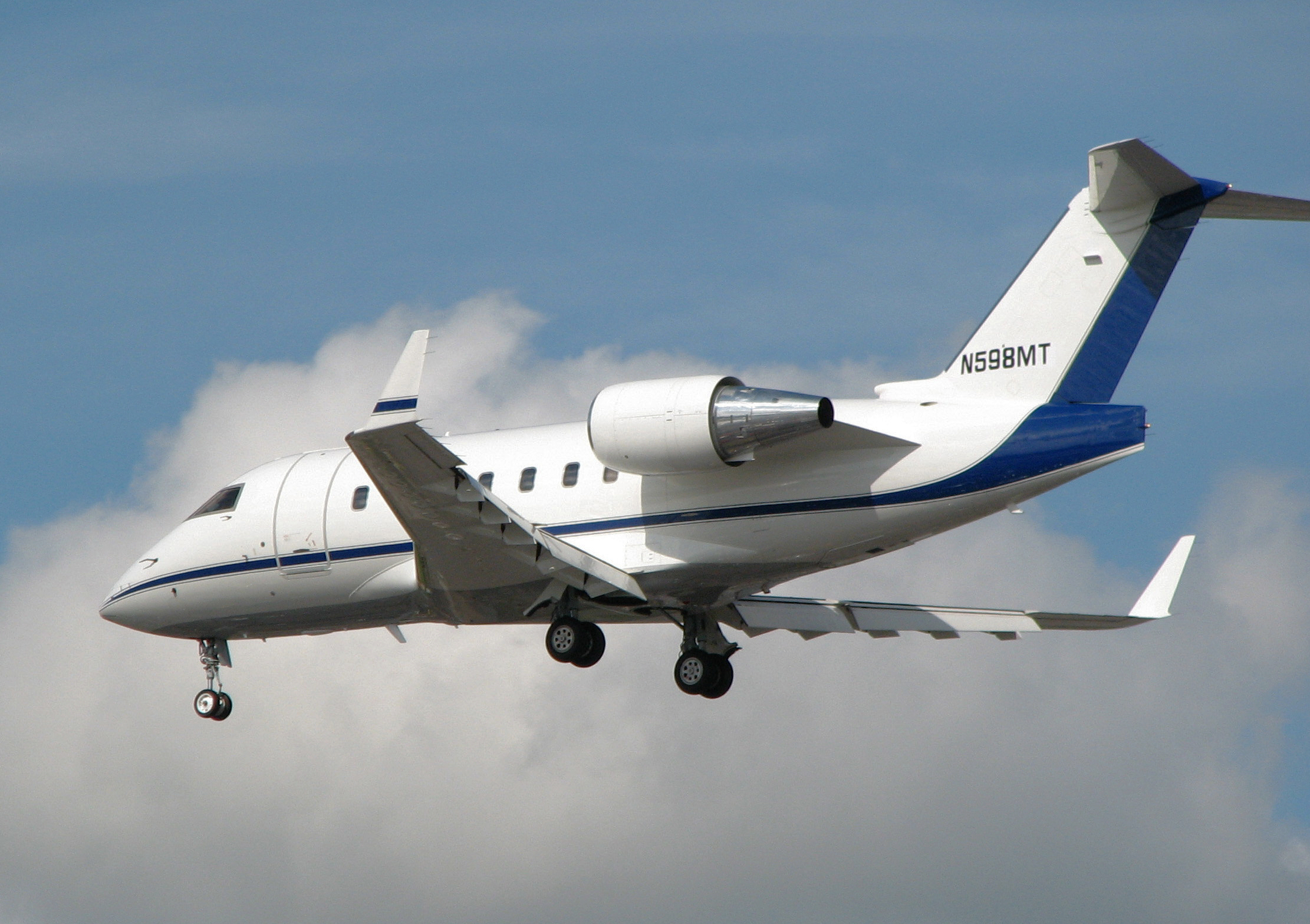
ボンバルディア チャレンジャー 604

- 2月 - アエロフロートのイリューシン Il-18がモスクワから南極のMolodyozhnaya観測所までの30,000 kmを飛行した。
- 3月12日〜14日 - 2機の B-52 ストラトフォートレスが42.5時間で無着陸世界一周飛行に成功した。
- 3月28日 - 1,000機目のリアジェットが販売された。
- 4月3日 - ボンバルディア チャレンジャー 600の試作機がモハーヴェ砂漠に墜落し、パイロットが死亡した。
- 4月18日 - エア・ジンバブエが創立された。
- 5月1日 - ノースカロライナ州のアメリカ海兵隊のチェリー･ポイントでハリアーが垂直離陸中に、ロールし滑走路に墜落し、滑走路でバウンドして炎上し、駐車場に突っ込み20台以上の車に被害を与えた。
- 6月 - European Helicopter Industries（後のアグスタウェストランド）が設立された。
- 6月13日 - 16機目で最後となったコンコルドが、ブリティッシュ・エアウェイズに引き渡された。
- 6月27日 - イタビア航空の870便、DC-9-15、高度25000フィート（約7620メートル）を巡航中に原因不明の爆発を起こし、ティレニア海に墜落した。この事故で乗員乗客81名が死亡した。（「イタビア航空870便事件」）
- 7月6日 - Popular Flying Associationの年次ミーティングがイギリスのレスターで開かれ、750機の軽飛行機が参加した。
- 7月17日 - アライドエアのチャーター便のビッカース バイカウントがエンジンが4基とも停止する故障を起こしたが、着陸に成功した。
- 7月17日 - キャセイパシフィック航空が香港-ロンドン便を開設した。
- 8月7日 - 太陽電池を動力源とするゴッサマー・ペンギンが、ジャニス・ブラウンの操縦で3.2kmの飛行に成功。設計はポール・マクレディ。
- 8月28日〜31日 - 西ドイツのアシャッフェンブルクで第3回 World Rally Flying Championshipが開かれた。
- 9月9日 - ハワイの航空会社アイランドエアーが運航を開始した。
- 9月22日 - イラン・イラク戦争が始まり、イラク軍がイランの軍事基地、油井を攻撃した。
- 9月26日 - 中華人民共和国が国産ジェット旅客機を自主開発することを目的として、上海航空機製造に試作されたY-10が初飛行した。
- 10月1日 - リパブリック航空によるヒューズ・エア・ウエストの買収が完了した。
- 10月12日 - アメリカ合衆国の航空会社メサ航空が運行を開始した。
- 10月20日 - イラン・イラク戦争で最初の空中戦が行われ、イラク軍の MiG-21がイラン軍の F-4 ファントムによって撃墜された。
- 11月1日 - ブリティッシュ・エアウェイズのコンコルドによる、バーレーンとシンガポール間の運行が停止された。
- 11月12日 - デルタ航空が60機のボーイング757を発注した。この時点では単一機種に対する最大の注文であった。
- 12月7日 - パンアメリカン航空のボーイング747がニューヨークのジョン・F・ケネディ国際空港から東京経由で北京へ飛行した。アメリカから中国本土への飛行が行われたのは1949年以来であった。
- 12月19日 - ニューヨーク・エアが運行を開始した。
- （日付不詳） - アメリカヘリコプター協会が「人力で60秒間、10フィート（約3メートル）以上の高度を維持し、1076平方フィート（約100平方メートル）以内の範囲を飛行する」ことを受賞基準とするシコルスキー人力ヘリコプター賞を設けた。（2013年に、カナダのトロント大学のチームが受賞した。）

## 1980年に初飛行した機体の画像

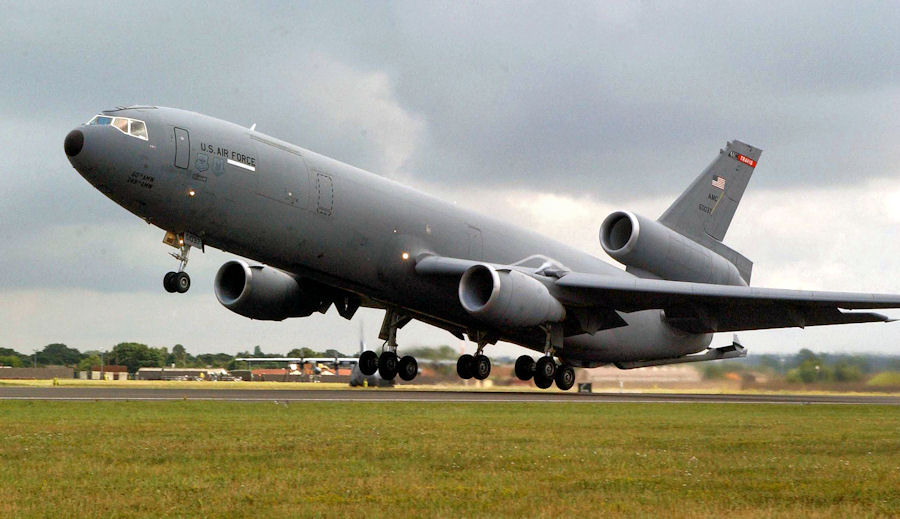
KC-10 エクステンダー （7月12日）
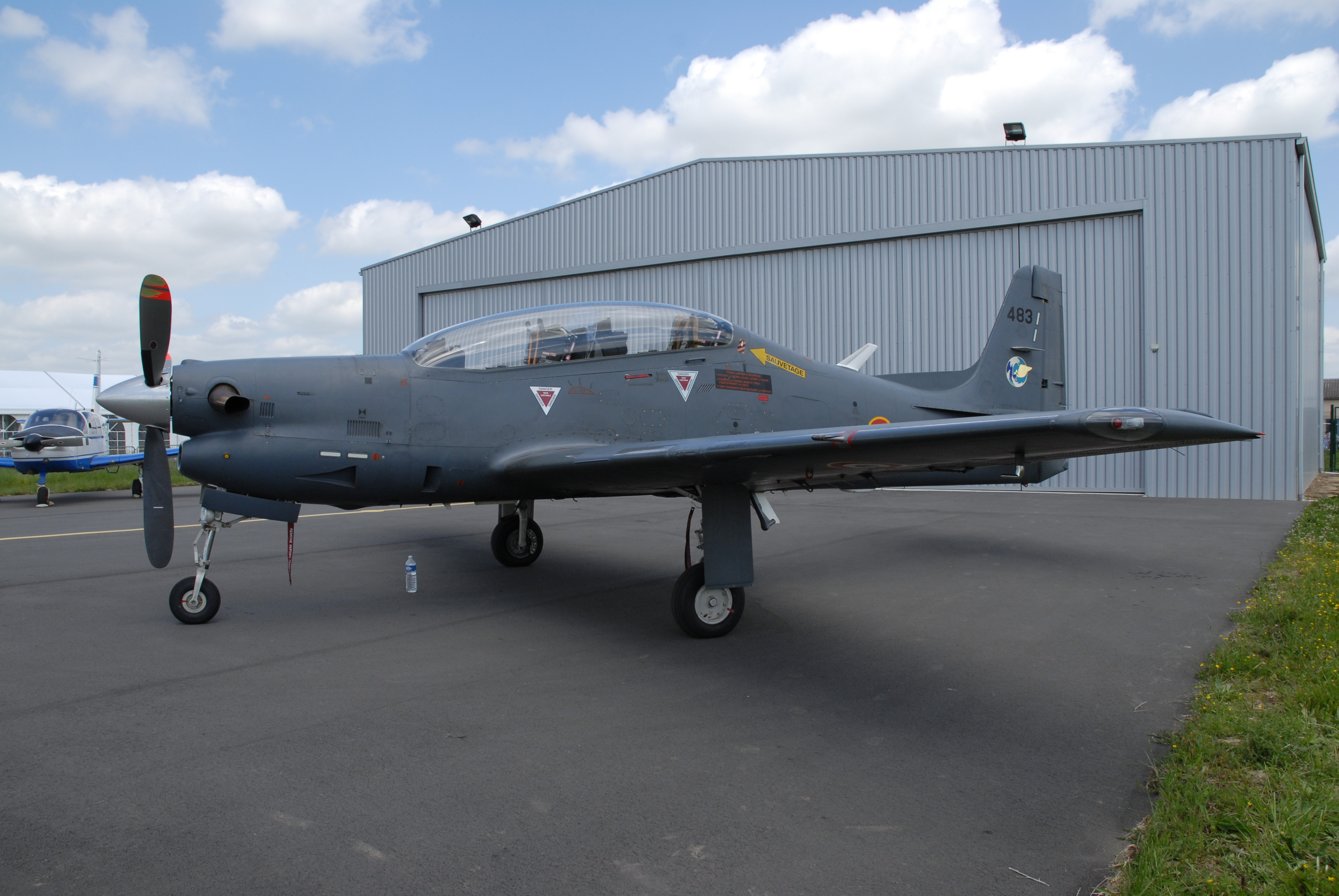
エンブラエル EMB-312 （8月16日）
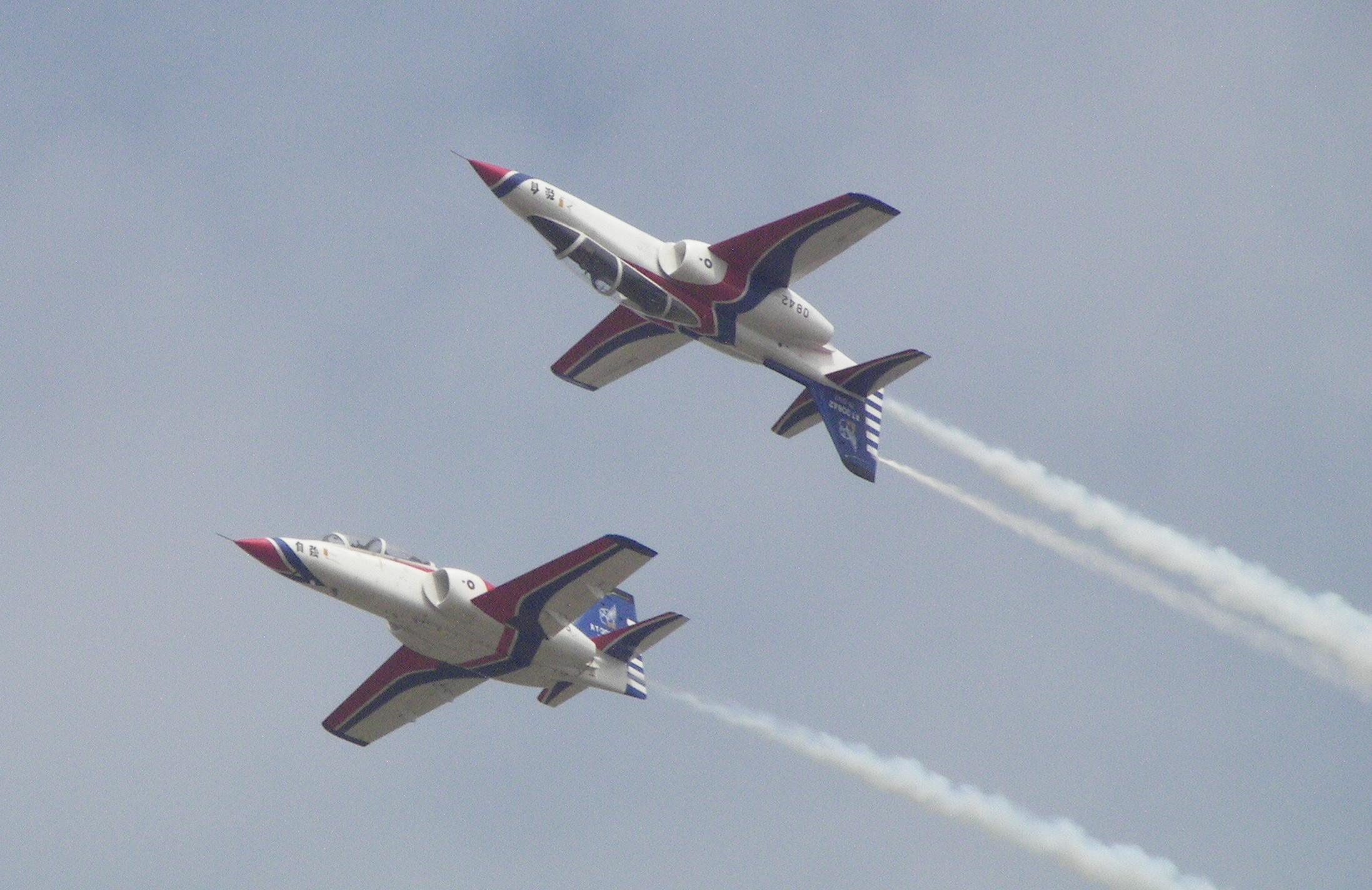
AT-3 （9月16日）

## 航空に関する賞の受賞者
- ハーモン・トロフィー： カネロス・カネロプーロス、Anne Baddour、パー・リンドストランド
- FAI・ゴールド・エア・メダル：Ann Welch
- イギリス飛行クラブ金賞：Judith Chisholm - 単発機による記録飛行